# Атяшево (смт)
Атя́шево (рос. Атяшево, ерз. Отяж) — селище міського типу, центр Атяшевського району Мордовії, Росія. Адміністративний центр Атяшевського міського поселення.
В селищі народився Герой Радянського Союзу Зайцев Борис Михайлович (1921-1983).
1963 року до селища було приєднано сільський населений пункт Кулясово.

## Населення
Населення — 6246 осіб (2010; 6073 у 2002).